# Hallee Hirsh
Hallee Hirsh, dokładnie Hallee Leah Hirsh (ur. 16 grudnia 1987 w Omaha, Nebraska) – amerykańska aktorka.
Znana z serialu Zagubieni z lotu 29 (Flight 29 Down) jako Daley. Wystąpiła w komediodramacie Dona Roosa Szczęśliwe zakończenia (Happy Endings). Grała jedną z głównych ról w filmie Odlotowy prezent gwiazdkowy (The Ultimate Christmas Present).